# Impuls świetlny wybuchu jądrowego

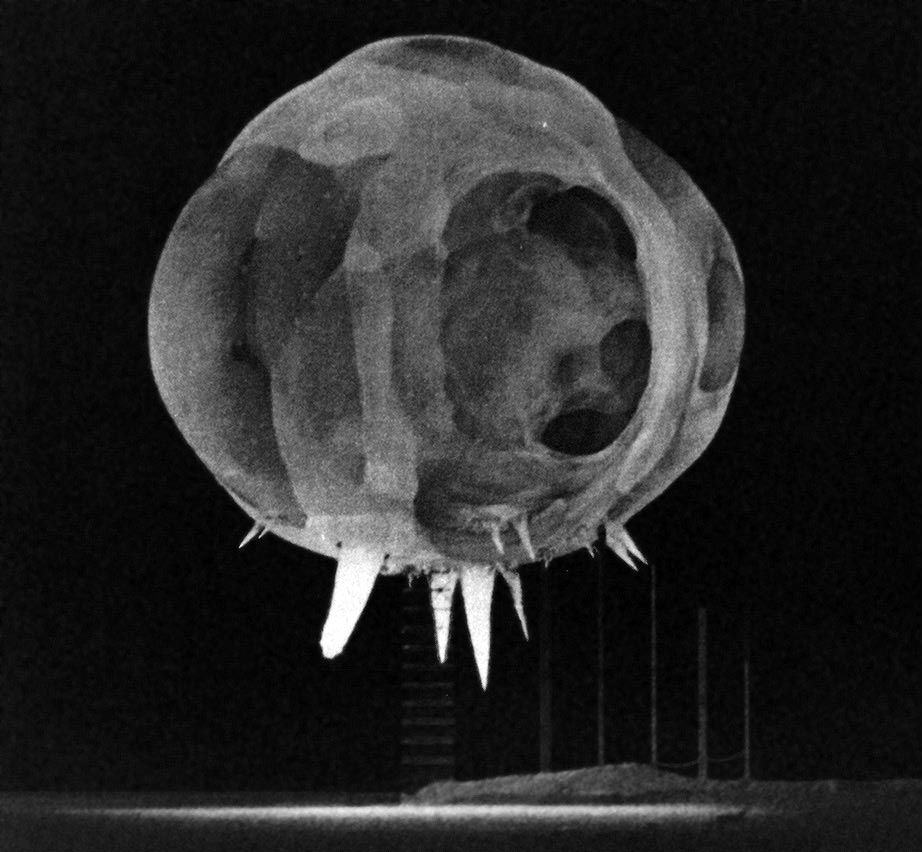
Ćwiczebny wybuch jądrowy "Tumbler-Snapper" uchwycony kilkanaście milisekund po detonacji za pomocą kamery Rapatronic, rok 1962

Impuls świetlny wybuchu jądrowego – silny impuls promieniowania widzialnego i podczerwonego (promieniowanie cieplne), emitowany przez kulę ognistą wybuchu jądrowego.

## Opis zjawiska
Energia wyzwalana w trakcie reakcji łańcuchowej rozgrzewa pewien obszar w kształcie kuli (w jednorodnym środowisku) do temperatury rzędu milionów stopni. Promień tej kuli zależy od mocy wybuchu jądrowego i rodzaju środowiska. Rozwój kuli ognistej można podzielić na dwie fazy:
- faza pierwsza – rozmiar kuli ognistej jest ograniczony do zasięgu promieniowania podgrzewającego środowisko, źródłem światła jest powierzchnia kuli rozgrzana do temperatury kilku tysięcy stopni, która działa jak ciało doskonale czarne, pochłaniając promieniowanie emitowane z wnętrza kuli. Faza ta, w zależności od mocy wybuchu, trwa od ułamka milisekundy do kilkuset milisekund.
- faza druga – powierzchnia kuli, stygnąc, przestaje świecić i w związku z tym promieniowanie świetlne i cieplne z wnętrza kuli przedostaje się na zewnątrz. Jednocześnie plazma sprężona pod bardzo wysokim ciśnieniem, powstającym na skutek silnego podgrzania środowiska, rozpręża się, tworząc falę uderzeniową oraz zwiększając średnicę kuli ognistej. Ta faza trwa, w zależności od mocy wybuchu, od dziesiątych części sekundy do kilkudziesięciu sekund, aż do ostygnięcia kuli ognistej. Większość promieniowania świetlnego wybuchu jądrowego emitowana jest właśnie w tej fazie.[2]

## Wykorzystanie wojskowe
Impuls świetlny jest jednym z czynników rażenia broni jądrowej. Jest odpowiedzialny za powstawanie pożarów poprzez zapłon materiałów łatwopalnych. W małych odległościach od epicentrum może spowodować odparowanie substancji organicznych czy bardziej lotnych związków chemicznych. W ten sposób powstały słynne "cienie ludzi" na ścianach w Hiroszimie. W większych odległościach impuls świetlny może powodować zwęglenie tkanek, poparzenia i uszkodzenia wzroku. Promienie porażenia dla poszczególnych rodzajów obrażeń zależą od mocy wybuchu i warunków środowiska. Największy jest promień porażenia wzroku. W niesprzyjających warunkach, przy wybuchu o mocy rzędu kilkudziesięciu kiloton trotylu, trwałe uszkodzenie wzroku może wystąpić w odległości kilku kilometrów od epicentrum.
Załogi wojskowych pojazdów opancerzonych są w stanie przeżyć wybuch jądrowy małej mocy w odległości rzędu kilometra. Jeżeli jednak kula ognista znajdzie się w polu widzenia przyrządów obserwacyjnych, ludzie zostaną oślepieni.